# 臺瑞國會議員協會
臺瑞國會議員協會（Swedish - Taiwanese Parliamentarian Association，STPA），成立於1997年，目前成員逾30名，係瑞典國會以國家為單位之次級團體，致力推動臺瑞雙邊關係。現任主席為基督教民主黨籍國會議員賽柏。

## 簡介
2016年1月12日至17日，主席賽柏（Caroline Szyber）等7人應中華民國政府邀請訪台。